# Taboło
Taboło (ros. Таболо) – wieś (sieło) w Rosji, w obwodzie tulskim, w rejonie kimowskim. W 2010 liczyła 255 mieszkańców.